# Giulia e Giulia
Giulia e Giulia  è un film italiano del 1987 diretto da Peter Del Monte.

## Trama
Giulia, una giovane donna statunitense, è rimasta vedova durante il viaggio di nozze a causa di un tragico incidente. Sei anni dopo ritorna a Trieste, il luogo della memoria e delle speranze stroncate. Nel tentativo di recuperare parti della sua vita di giovane sposa inizia a vivere un doloroso sdoppiamento tra realtà e immaginazione, tra ciò che è e ciò che avrebbe potuto essere. La mente di Giulia, sempre più ottenebrata, si perde in un confuso intersecarsi di eventi e possibilità che la conducono all'omicidio e successivamente al suo rassegnato isolamento in una clinica psichiatrica.